# Pute

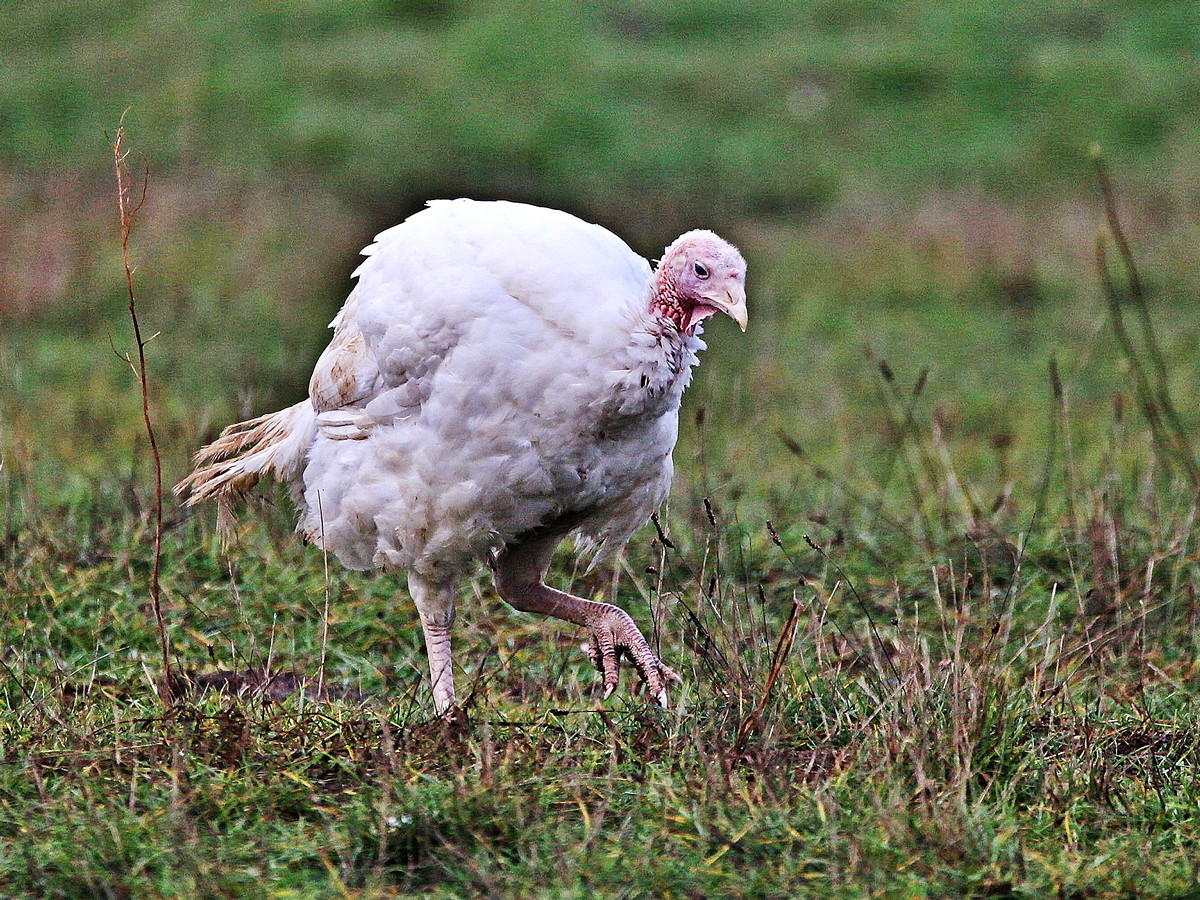
Mecklenburger Pute

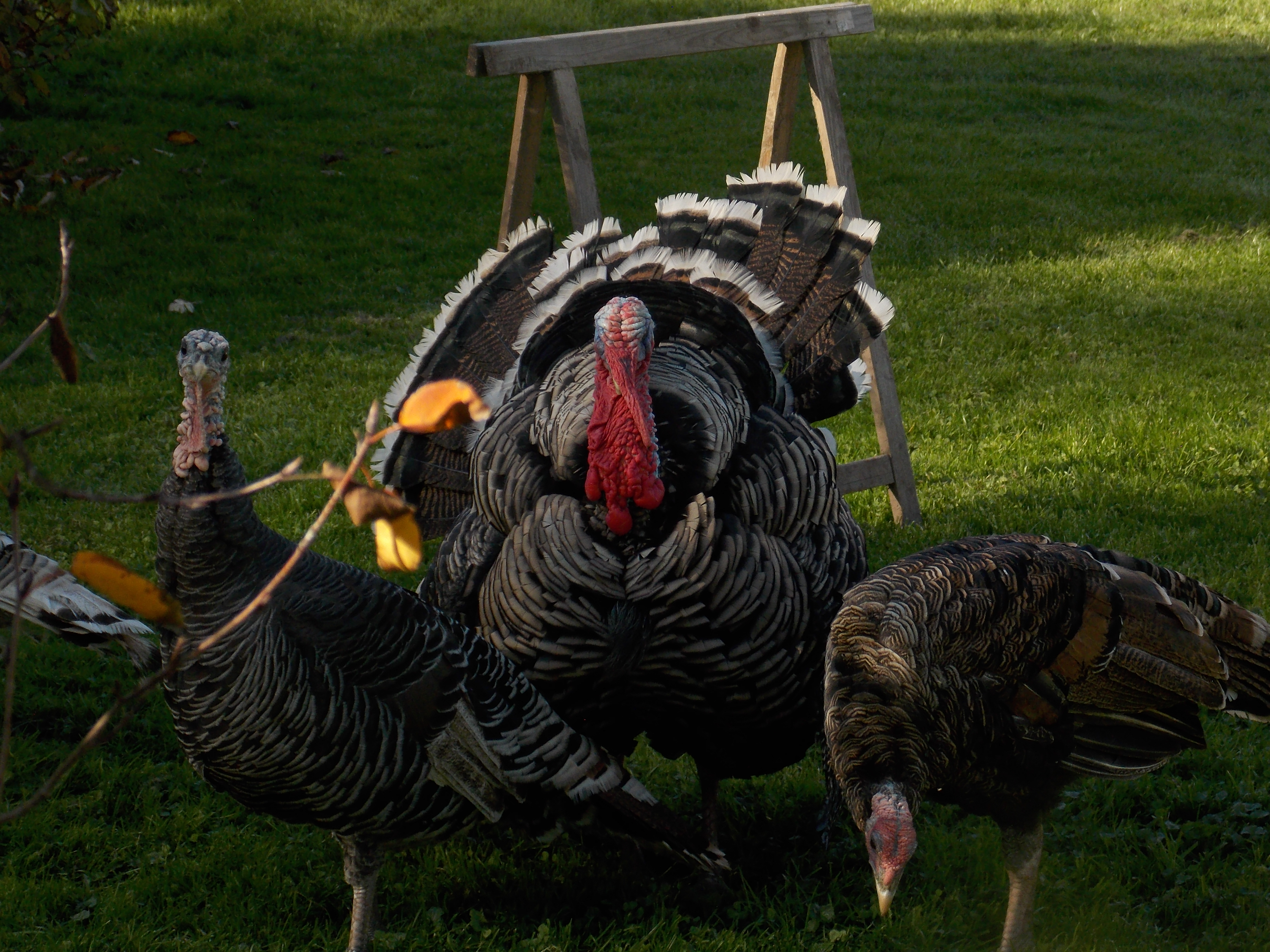
Putenfamilie

Die Pute (Meleagris gallopavo Linnaeus f. domestica), auch Haustruthuhn genannt, ist die domestizierte Form des Truthuhns und bildet mit diesem eine Art. Männliche Tiere werden Puter, Truthahn oder Welschhahn, weibliche Tiere Pute, Puthenne, Dinde oder Truthenne genannt. In der Schweiz bezeichnet man die Tiere auch als Truter und Trute.

## Domestikation
Truthühner wurden bereits von den Azteken im heutigen Mexiko gehalten und waren sehr bedeutsam, da in der Neuen Welt vor dem Kontakt mit den Europäern nur wenige Tierarten existierten, die sich für die Fleischtierhaltung eigneten. Truthühner kamen dann möglicherweise schon 1497 mit Christoph Columbus nach Europa. Verbreiteter ist jedoch die Theorie, dass sie erst später mit spanischen Seefahrern zwischen 1520 und 1540 nach Europa gelangten. Als erster Conquistador kam wohl Hernán Cortés 1519 mit den Azteken in Berührung und besiegte sie bis 1521. Danach soll Cortés tatsächlich Truthühner nach Europa gebracht haben – man vergleiche Truthuhn#Kulturelle Bedeutung.

## Name
Die deutschen Namen Pute und Truthuhn erinnern an die Lockrufe der Tiere, besonders der Hähne (trut-trut oder put-put). Ein anderer regional etablierter Name ist Kollerhahn, er wurde von den kollernden Drohlauten des Hahnes abgeleitet.
Türkisches Huhn ist eine heute in Deutschland nur noch sehr selten verwendete Bezeichnung. Es wird oft angenommen, dass das Truthuhn über die Türkei nach Deutschland kam. Das Wort türkisch wurde aber nach den Türkenkriegen 1547 auch allgemein in der Bedeutung „fremd“ oder „unbekannt“ verwendet. Auch die Briten benannten die Tiere nach der Türkei (engl. Turkey); heute heißt das Truthuhn sowohl in England als auch in Nordamerika turkey. Der englische Name turkey „türkischer Hahn“ bezeichnete im Englischen ursprünglich das Perlhuhn, weil dieses tatsächlich aus Numidien über die Türkei nach Europa kam, und wurde dann nach der Entdeckung der Neuen Welt irrtümlich auch auf Truthühner übertragen – so belegt seit 1555.
In Anlehnung an den Begriff „Indian“ war der große Hühnervogel im 16. Jahrhundert in Österreich auch unter dem Namen „Calcutischer oder Indianischer Hahn“ bekannt.

## Merkmale des Rassegeflügels

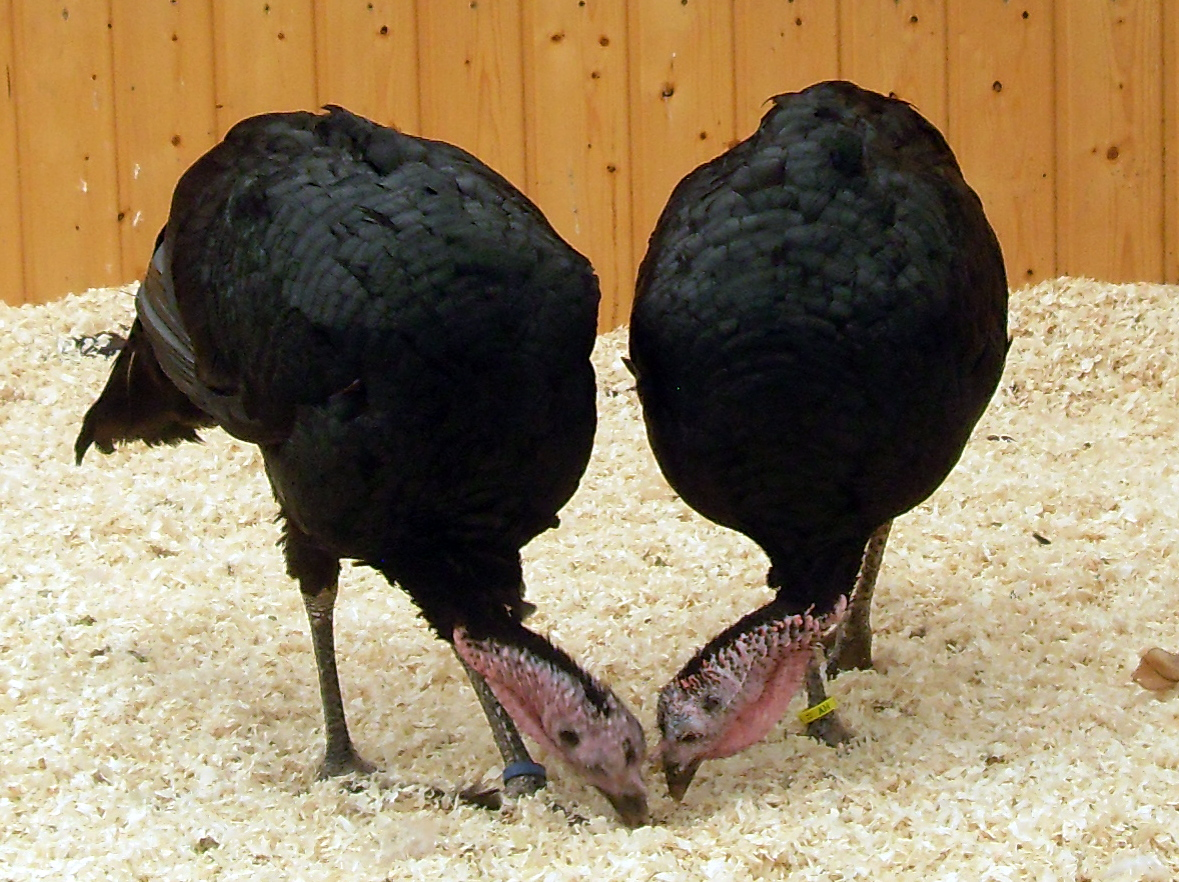
Deutsche Puten, schwarz

In Deutschland spricht man bei den Puten nicht von verschiedenen Rassen, sondern im Wesentlichen von verschiedenen Farbschlägen der Deutschen Pute. Diese werden in drei Gewichtsklassen eingeteilt, da sich Puten fast ausschließlich in Größe und Farbe unterscheiden:
- Schwere Puten: Althahn bis 15 kg, Junghahn 9–12 kg, Hennen 6–7 kg.
- Mittelschwere Puten: Althahn bis 12 kg, Junghahn 8–10 kg, Althenne 6–7 kg, Junghenne 5–6 kg.
- Leichte Landputen: Althahn 7–8 kg, Junghahn 6–7 kg, Hennen 4–5 kg.

Zu den kräftigen und schweren Farbschlägen gehören die bronzefarbigen, weißen und Schwarzflügel-Puten. Zu den Farbschlägen der mittleren Gewichtsklasse zählen die Bourbon-, Schwarz- und Rotflügelputen. Den leichten Farbschlägen des Landputentypes werden die Cröllwitzer Puten (USA: Royal Palm), die Narragansett-Puten sowie die blauen, kupfernen, roten und gelben Puten zugerechnet.

## Putenmast und Hybridzucht

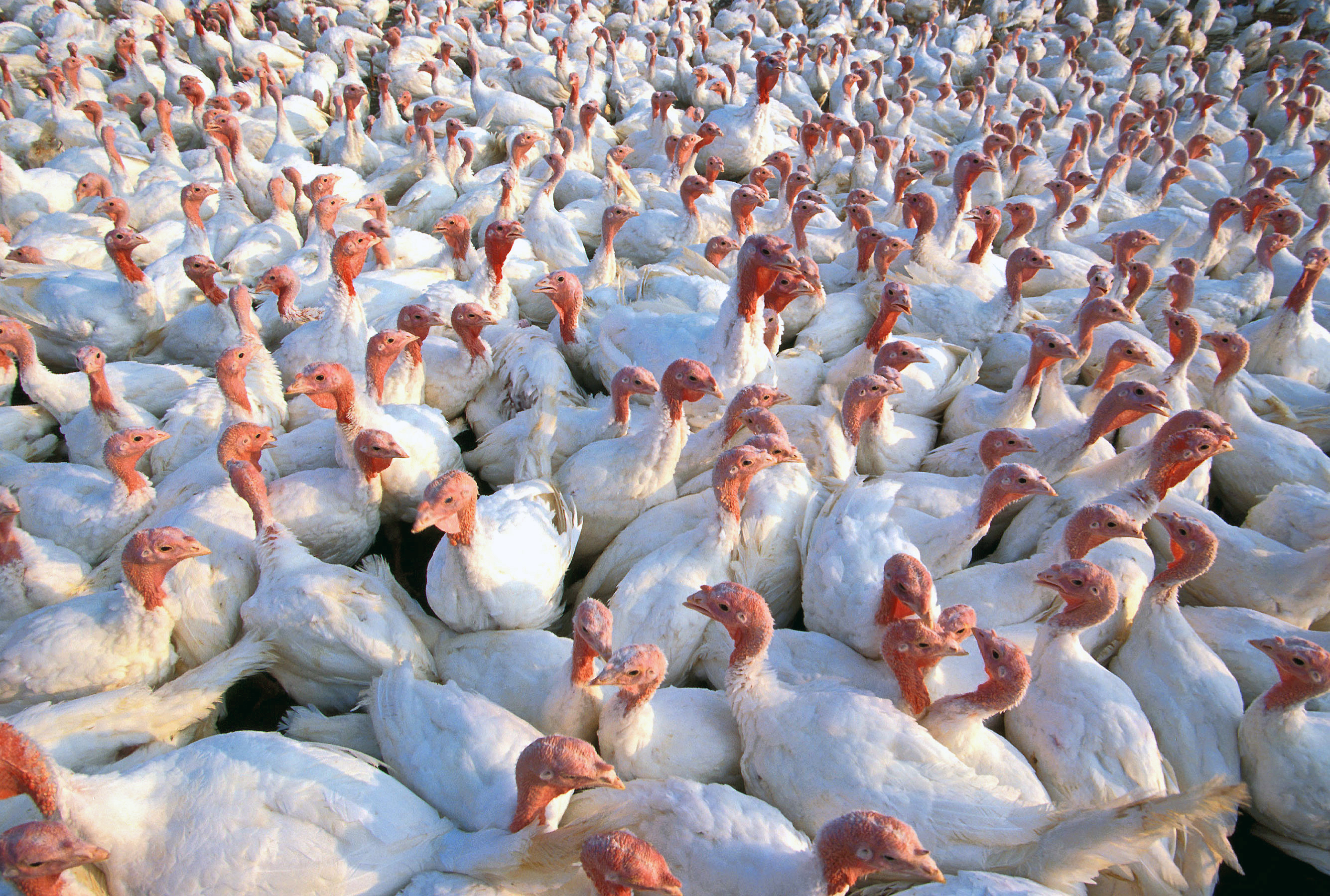
Massentierhaltung von Puten in den USA

Puten werden vor allem wegen ihres Fleisches gehalten. Putenfleisch ist fettarm und enthält daher wenig Nahrungsenergie. Der Eiweißgehalt des Fleischs liegt, ähnlich wie bei Rind- und Schweinefleisch, zwischen 17 und 25 Prozent; Putenfleisch enthält neben einem hohen Gehalt an B-Vitaminen und Eisen auch Kupfer, Kalium und Zink. Putenfleisch kann unter Umständen Medikamentenrückstände enthalten.
Für die Geflügelproduktion werden spezielle Hybridputen – ähnlich wie Hybridhühner – mit der Methode der Hybridzucht gezüchtet. Diese werden aus reinerbigen Inzuchtlinien gekreuzt und eignen sich nicht zur Weiterzucht. Hybridputen setzen sehr effizient Futter in Fleisch um und werden so schnell schlachtreif. Das Brustfleisch hat einen Anteil von ca. 30 % am Gesamtgewicht der Tiere. Das durchschnittliche Schlachtgewicht beträgt etwa 13 kg.
Da Hybridputen auf ein schnelles Wachstum und einen großen Brustmuskel gezüchtet werden, ergeben sich körperliche Probleme für die Tiere. Zum Teil wird die Putenmast – auch in Bio-Betrieben – von Tierschützern wegen nicht artgerechter Haltung der Puten kritisiert.
In Deutschland wird hauptsächlich die Hybridpute B.U.T. Big 6 eingesetzt, die 2006 einen Marktanteil von bis zu 97 % hatte. Derzeit gibt es nur drei Zuchtunternehmen weltweit, die Hybridputen auf dem Markt anbieten und den genetischen Pool der Putenwirtschaft kontrollieren.

## Erkrankungen
Puten können von mehreren Infektionskrankheiten betroffen sein. In Geflügelzuchtbetrieben kommt dem sogenannten Putenschnupfen Bedeutung zu, es handelt sich um eine bakterielle Infektion, verursacht durch Bordetella avium. Sie kann auch bei anderen Geflügelarten auftreten und wird dann als aviäre Bordetellose bezeichnet. Betroffen sind vor allem Putenküken, die Symptome reichen von Rhinitis („Schnupfen“) bis zur Bronchien- und Lungenentzündung. Die Infektion ist hochansteckend. Putenschnupfen ist in den USA ein wirtschaftliches Problem in der Putenmast. Die Infektion mit Bordetella avium wird oft noch durch Sekundärinfektionen mit anderen Bakterien oder Viren verschlimmert. Die erkrankten Vögel nehmen nicht ausreichend an Gewicht zu, auch Todesfälle kommen vor. Anhand der Symptome kann die aviäre Bordetellose nicht von der Putenrhinotracheitis (verursacht durch ein Pneumovirus) unterschieden werden.